# Kāthor
Kāthor är en ort i Indien.   Den ligger i distriktet Sūrat och delstaten Gujarat, i den västra delen av landet, 900 km sydväst om huvudstaden New Delhi. Kāthor ligger 23 meter över havet och antalet invånare är 15 311.
Terrängen runt Kāthor är mycket platt. Runt Kāthor är det mycket tätbefolkat, med 1 361 invånare per kvadratkilometer. Närmaste större samhälle är Surat, 15,4 km sydväst om Kāthor. Trakten runt Kāthor består till största delen av jordbruksmark.